# Calcethorpe
Calcethorpe är en by i civil parish Calcethorpe with Kelstern, i distriktet East Lindsey, i grevskapet Lincolnshire, i England. Byn är belägen 8 km från Louth. Calcethorpe var en civil parish fram till 1987 när blev den en del av Calcethorpe with Kelstern. Civil parish hade 27 invånare år 1971. Byar nämndes i Domedagsboken (Domesday Book) år 1086, och kallades då Torp.